# Tuchfabrik Kesselkaul

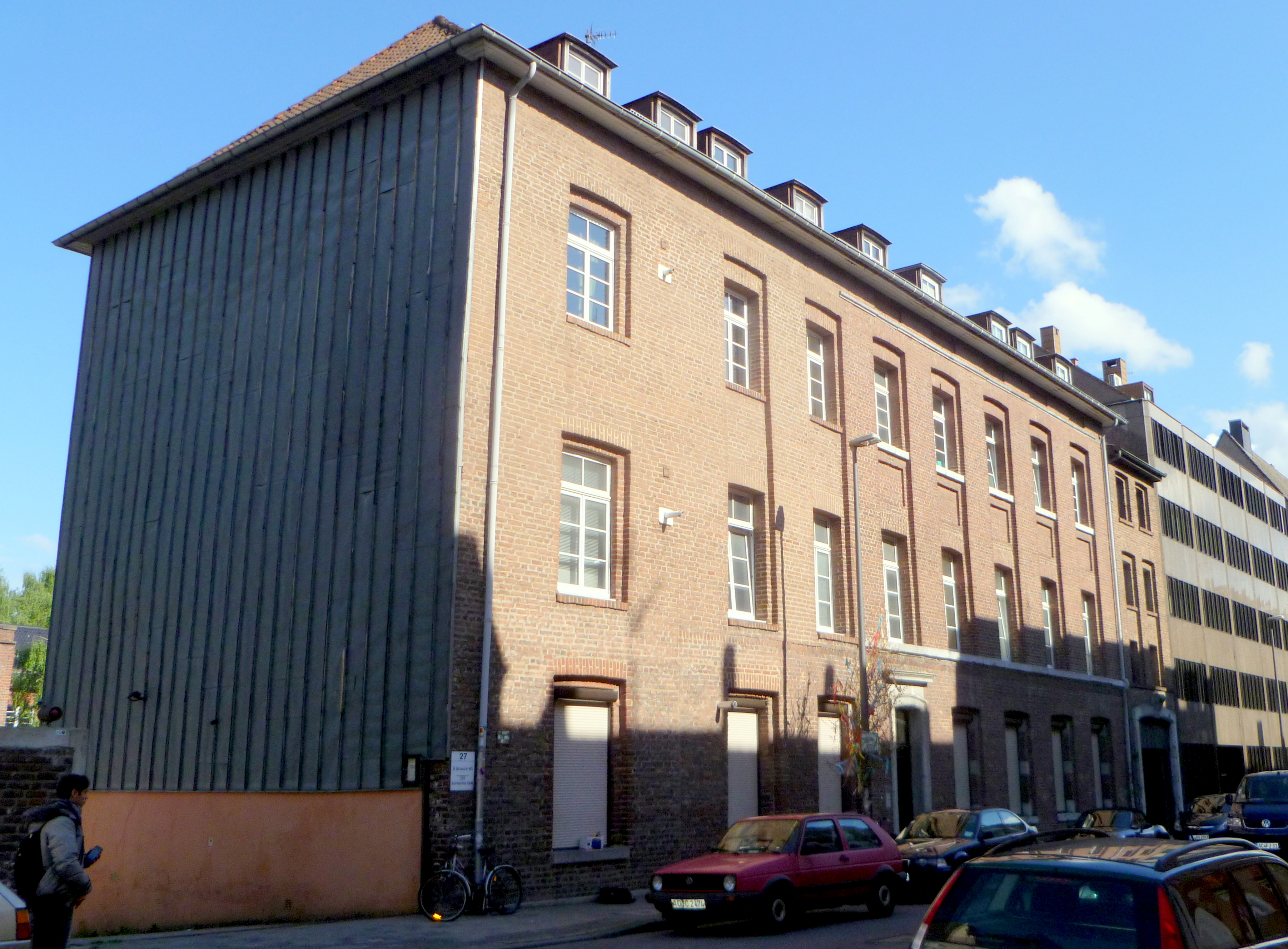
Ehem. Verwaltungsgebäude der Tuchfabrik Kesselkaul

Die Tuchfabrik J. H. Kesselkaul Enkel war eine der größten und erfolgreichsten Tuchfabriken in Aachen. Sie wurde 1815 gemeinsam durch Johann Heinrich Kesselkaul und Joseph van Gülpen gegründet und hatte seit 1855 ihren Standort in der Aachener Krakaustraße 25–27. Das Unternehmen produzierte überwiegend für das außereuropäische Ausland und war spezialisiert auf feine schwarze Tuche, Draps croisés (geköperte Tuche) und Satins. Mit ihren Produkten gewann es zahlreiche internationale Wirtschaftspreise.
Im Jahr 1977 wurde die Tuchfabrik stillgelegt und das gesamte Areal an einen größeren Möbelhändler verkauft. Seit 1983 steht das Hauptgebäude mit der Tordurchfahrt unter Denkmalschutz, alle anderen Gebäude der Fabrik sind nicht mehr existent.

## Geschichte

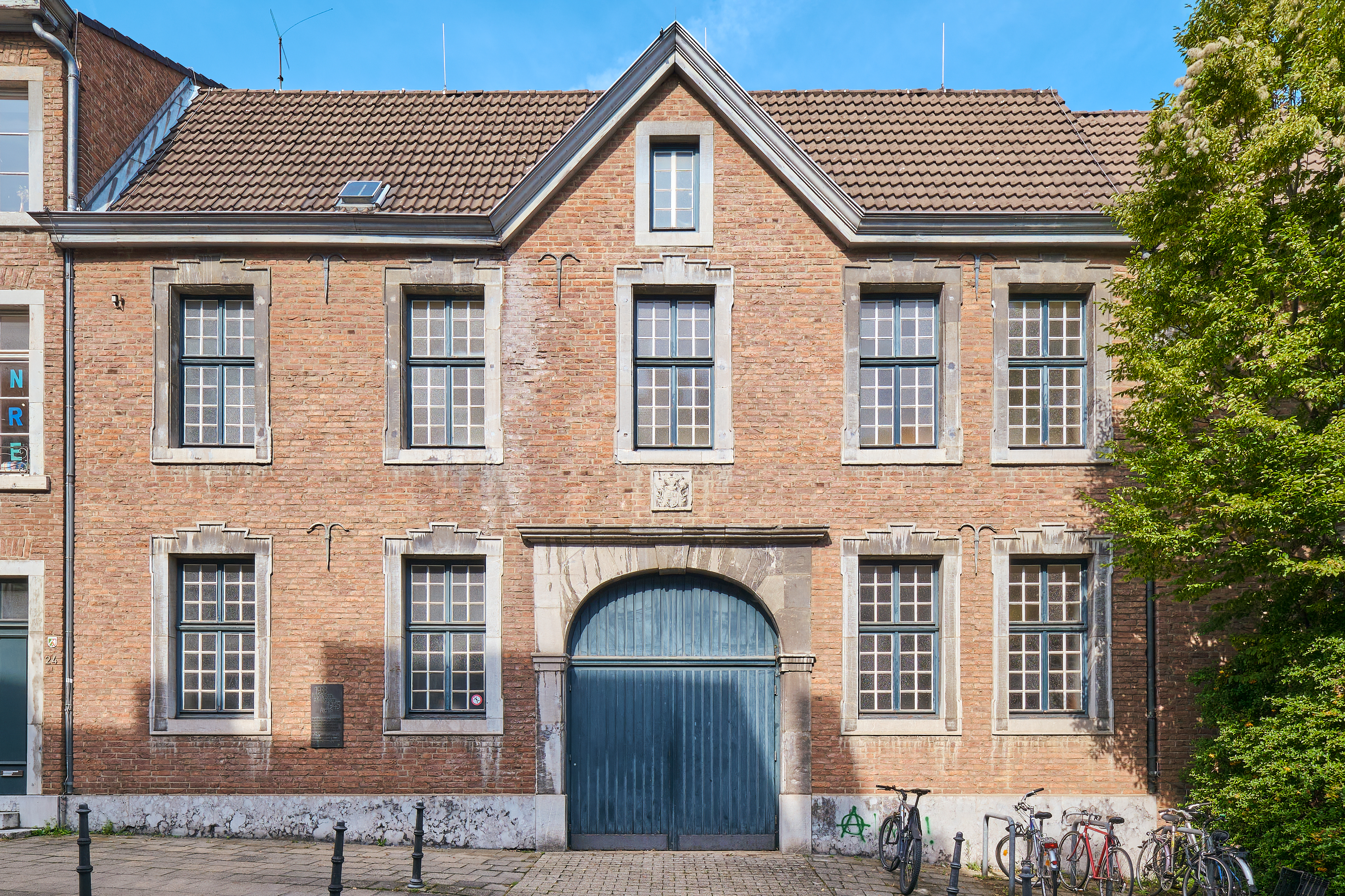
Tuchfabrik van Gülpen & Kesselkaul in der Königstraße

Im Alter von erst 24 Jahren schloss sich im Jahr 1815 Johann Heinrich Kesselkaul (1791–1858) mit dem zwei Jahre jüngeren Joseph van Gülpen zusammen, und sie gründeten in Aachen auf dem Grundstück Königstraße 22 die Spinnerei und Tuchfabrik van Gülpen & Kesselkaul. Beeinflusst durch die Auslandskontakte seines Vaters Heinrich Albert Kesselkaul (1747–1805), der Resident in Kanton (China) sowie Resident und „Chef en Second“ bei der kaiserlich österreichischen Triester Compagnie in Malabar (Indien) war, konzentrierte sich Johann Heinrich Kesselkaul auf das Auslandsgeschäft, zunächst mit dem Schwerpunkt Nord- und Südamerika. Darüber hinaus mietete sein Partner van Gülpen den Großen Klüppel an, wo er gemeinsam mit dem zu jener Zeit als Wollhändler tätigen David Hansemann ein Wolllager einrichtete.
Das Gemeinschaftsunternehmen war erfolgreich, und so musste bereits zehn Jahre später eine neue, noch größere Fabrikanlage an der Adalbertstraße auf dem Gelände der ehemaligen, einst von der Familie Amya betriebenen Pletschmühle am Ufer des Johannisbachs erbaut werden. Diese neue Fabrik wurde 1827 mit einer 12 PS starken Dampfmaschine zum Antrieb der „Spinn-, Rauh- und Scheermaschinen“ ausgestattet. Zusätzlich nutzte Kesselkaul eine Weberei auf dem Nachbargrundstück und eine Walkmühle in Weisweiler an der Inde. Das Unternehmen produzierte in dieser Zeit hauptsächlich Kaschmirtuche für den internationalen Markt. Als repräsentativen Sommersitz erwarb Kesselkaul 1831 das Gut Obere Müsch im Müschpark, in dem heute noch ein Baumtorso mit der eingeritzten Inschrift: „1845 Johanna und Heinrich Kesselkaul“ an den Besitzer erinnert. Nach einer 23 Jahre andauernden Geschäftsbeziehung stieg van Gülpen im Jahr 1838 aus dem Unternehmen aus und richtete im Wespienhaus eine eigene Tuchfabrik ein, die sein Sohn Eduard 1864 auf das Gelände von Gut Müsch verlegte. Das bisherige Gemeinschaftsunternehmen van Gülpen & Kesselkaul firmierte nun als Tuchfabrik J. H. Kesselkaul.
Weitere Umsatzsteigerungen bewirkten, dass auch diese Fabrik den Anforderungen nicht mehr gewachsen war, und Kesselkaul verlagerte 1847 sein Unternehmen in eine neu erbaute Fabrik vor dem Kölntor, die er zudem mit modernen Spinning Mules ausstattete. Das Unternehmen stieg zur drittgrößten Tuchfabrik Aachens auf und wurde auf den Weltausstellungen der Zeit mit Preisen ausgezeichnet. Recht bald jedoch stellte sich heraus, dass diese Fabrik ebenfalls zu klein bemessen war, und Kesselkaul verlegte sein Unternehmen 1855/1856 auf das ausgedehnte Fabrikgelände auf „Krakau“, zu dem auch bedeutende Rechte an dem dort fließenden Paubach mit seinem für die Tuchproduktion besonders geeigneten weichen Wasser gehörten. Dabei scheute er nicht die Konkurrenz der nur wenige 100 Meter entfernten Tuchfabrik Nellessen an der Mörgensstraße.
Bereits zwei Jahre später starb Johann Heinrich Kesselkaul, und drei seiner Söhne, Ludwig (1820–1891), Eduard (1826–1889) und Robert Kesselkaul (1831–1914), übernahmen die väterliche Tuchfabrik. Es wurden die erfolgreichsten Jahre des Unternehmens, bei dem 335 Arbeiter, davon 70 weibliche, beschäftigt waren, und das wiederholt internationale Auszeichnungen erhielt. Obwohl die Fabrik mittlerweile auch die Kammgarnproduktion aufgenommen hatte, erwiesen sich im Besonderen Südamerika und Niederländisch-Ostindien, aber auch viele europäische Länder weiterhin als bedeutende Absatzmärkte für das bisherige glatte Tuch, vor allem für das feine dunkelblaue Tuch „Drap Royal“. Im Jahr 1900 wurde die Fabrikanlage erneut modernisiert und mit einem weiteren Dampfkessel ausgestattet.

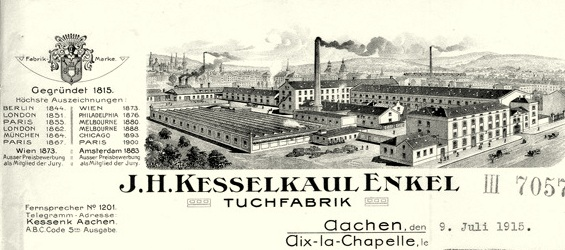
Briefkopf Kesselkaul auf Krakau mit Auszeichnungen

Nachdem noch vor der Jahrhundertwende die Brüder Ludwig und Eduard gestorben waren, stiegen zunächst Gustav Kesselkaul (1854–1911), ein Sohn von Eduard, und nach dessen Tod Gustavs Sohn Eduard (1892–1962) in die Geschäftsführung ein, und das Unternehmen wurde in Tuchfabrik J. H. Kesselkaul Enkel umfirmiert. Zu Beginn des Ersten Weltkriegs wurde der Betrieb verstärkt auf Militärtuche umgestellt, die jedoch mangels Materialnachschub ab 1916 durch die Produktion von Sackstoffen ersetzt wurden. Nach den Kriegsjahren konnte durch eine Spezialisierung auf einfarbige Qualitäten wie Kammgarn, Drapees, Foulés, Eskimos und Velours recht schnell wieder an frühere Erfolge angeknüpft werden.
Mit Beginn des Zweiten Weltkriegs legte das Unternehmen erneut seinen Schwerpunkt auf die Produktion von Militärstoffen. Im Verlauf des Kriegs wurden die Fabrikgebäude schwer beschädigt, konnten jedoch bis 1948 weitestgehend wieder instand gesetzt werden, wogegen die benachbarte Tuchfabrik Nellessen ihren Betrieb nicht mehr aufnahm. Noch 1955 erfolgte der Bau eines neuen Stahlschornsteins und 1970 der Einbau eines ölgefeuerten Niederdruckdampfkessels. Dennoch konnte das Unternehmen nicht mehr an frühere Erfolge anknüpfen, da es vor allem durch die Konkurrenz aus den Niedriglohnländern erhebliche Einbußen hatte, und der Betrieb musste letztendlich 1977 eingestellt werden.
Die Möbelfabrik Schlachtet & Co. übernahm die Fabrikgebäude, ließ zunächst elf marode Gebäude abbrechen und die verbliebenen Gebäude für ihre Zwecke umbauen. Sie richtete dort eine Spedition und ein Möbellager mit Verkaufshallen sowie im Hauptgebäude das zentrale Büro ein, das 1983 als einziges Gebäude der alten Fabrik unter Denkmalschutz gestellt wurde. Nach Aufgabe des Möbelhauses wurde das Areal auf drei neue Eigentümer aufgeteilt, die restlichen alten Fabrikgebäude abgebrochen und das Areal als Bauland deklariert.

## Auszeichnungen (Auswahl)
- 1851: Preismedaille bei der Great Exhibition in London
- 1855: Auszeichnung für die Wollstoffe der Firma Kesselkaul bei der Weltausstellung Paris 1855
- 1862: Auszeichnung bei der Weltausstellung London 1862
- 1873: Auszeichnung bei der Weltausstellung 1873
- 1876: Auszeichnung bei der Centennial Exhibition in Pennsylvania
- 1888/1889: Erster Preis für wollene Garne und Kleiderstoffe bei der „Centennial International Exhibition“ in Melbourne
- 1893: Auszeichnung bei der World’s Columbian Exposition in Chikago
- 1900: Auszeichnung bei der Weltausstellung Paris 1900

## Gebäude
Das Hauptgebäude, dem zwei Schaffensperioden anzusehen ist, ist ein dreigeschossiger und achtachsiger Backsteinbau mit einem mit neun Dachgauben ausgestatteten Walmdach. Bei der ursprünglichen Bauweise aus dem Jahr 1855 zeigt sich im Verlauf der fünf rechten Achsen, dass diese Lisenenartig gegliedert sind und dass unter anderem der Sockel, die Gesimse oberhalb des Erdgeschosses und des zweiten Obergeschosses sowie die Fensterbänke in Blaustein gefasst sind. Diese Details wurden bei der Restaurierung im Jahr 1980 im Verlauf der drei linken Achsen nicht mehr berücksichtigt. Des Weiteren fehlt im unteren Fenster der ersten rechten Achse der Blausteinsockel und die Fensterbank, da das Fenster aus dem Umbau der vormaligen Eingangstür zur Pförtnerwohnung entstanden war. Dagegen ist in der fünften Achse die ehemalige rundbogige Eingangstür noch vorhanden, die mit einem profilierten Blausteinrahmen versehen und deren Sturz betont ist. Die ehemaligen Holzfenster wurden zwischenzeitlich durch moderne Kunststofffenster mit Sprossengliederung im Stil des 19. Jahrhunderts ersetzt. Da die früheren sich an der Nordseite anschließenden Gebäude derzeit noch nicht ersetzt worden sind, wurde die fensterlose Nordwand mit Schieferplatten als Witterungsschutz ausgestattet.
Gleiches Schicksal erlitt die rundbogige mit Blausteinen eingerahmte Tordurchfahrt mit dem wuchtigen Schlussstein, die 1979 im Rahmen der allgemeinen Abrissmaßnahmen zunächst abgebrochen werden musste, um dann ein Jahr später an gleicher Stelle zwar mit alten Steinen aber mit leicht veränderter Fassade wieder aufgebaut zu werden. Diese ist analog zum Hauptgebäude lisenenartigen strukturiert und mit zeitgemäßen Details bündig und viergeschossig an dessen Südwand angebaut. Die drei Geschosse über der Durchfahrt sind niedriger, so dass die Dachkante nur wenig tiefer liegt als beim dreigeschossigen Haupthaus.
Weitere Gebäude aus dem Altbestand der Fabrik wie beispielsweise das Kesselhaus, die Schreinerei und die Sheddachhallen sind im Gegensatz zu den Angaben in der Quelle „Rheinische Industriekultur“ nicht mehr vorhanden.